# Ярошик, Валентина Александровна
Валентина Александровна Ярошик (укр. Валентина Олександрівна Ярошик, урождённая Веприцкая; род. 1942) — советская и украинская библиотекарь, библиограф и краевед.

## Биография
Родилась 2 января 1942 в городе Очамчира Абхазской АССР Грузинской ССР.
После окончания школы, в 1959 году начала трудовую деятельность в школьной библиотеке в городе Евпатория, поступив также на заочное библиотечное отделение Крымской культурно-просветительной школы в Симферополе.
В 1963—1967 годах обучалась в Харьковском государственном институте культуры (ныне Харьковская государственная академия культуры). По окончании вуза и до выхода на заслуженный отдых в 2012 году, Валентина Александровна 45 лет работала в Харьковской государственной научной библиотеке им. В. Г. Короленко, занимая последовательно следующие должности: библиотекаря, старшего библиографа, заведующего сектором, заведующего отделом краеведческой работы и заведующего отделом украинистики.
В. А. Ярошик внесла значительный вклад в развитие библиотечного краеведения и украиноведения. Стала автором многочисленных библиографических пособий краеведческой и украиноведческой тематики, в которых особое внимание уделялось популяризации произведений деятелей культуры Украины, в частности Слобожанщины. Во время её руководства отделом были начаты серии книжных указателей: «Возвращённые имена», «Деятели украинской диаспоры», «Краеведы Слобожанщины» — эти издания получили положительные отзывы специалистов библиотечного сообщества. Именно Валентине Ярошик принадлежит идея раскрытия содержания харьковских периодических изданий XIX — начала XX веков, в частности, газет «Харьковские губернские ведомости» и «Южный край», журналов «Пламя» и «Литературный журнал».
В 1978 году В. А. Ярошик вместе со своими коллегами Т. Г. Шерстюк и Г. Н. Кашириной и активом читателей-краеведов инициировала создание клуба «Краевед» в Харьковской государственной научной библиотеке им. В. Г. Короленко. За более чем 35 лет своей деятельности в клубе произошло более 400 краеведческих чтений. Валентина Александровна посвятила много публикаций работе клуба и творчестве его членов.
В 1993 году за значительный вклад в развитие украинского краеведения Всеукраинский союз краеведов присудил отдела украинистики, который возглавляла Валентина Александровна Ярошик, Республиканскую премию имени Дмитрия Яворницкого. В числе личных наград В. А. Ярошик — Знак Министерства культуры СССР «За отличную работу», знак «Заслуженный работник культуры Украины» (1995), орден «Преподобного Нестора летописца» (1999). Она стала лауреатом творческой премии Харьковского горисполкома им. Д. И. Багалия в области краеведения за серию библиографических краеведческих пособий (1999), удостоена грамот Министерства культуры Украины, Харьковской областной госадминистрации, Харьковского горисполкома, ХГНБ им. В. Г. Короленко и других.
Одновременно с профессиональной, Валентина Александровна занималась общественной деятельностью: в 1978 году вместе со своими коллегами и активом читателей-краеведов инициировала создание в Харьковской государственной научной библиотеке им. В. Г. Короленко клуба «Краевед»; долгое время была руководителем практики студентов Харьковской государственной академии культуры и Харьковского училища культуры; с 1991 по 2005 год являлась заместителем председателя Харьковской областной организации Всеукраинского союза краеведов Украины и членом её правления.